# Anthea McIntyre
Anthea Elizabeth Joy McIntyre (nascida em 29 de junho de 1954) é uma política do Partido Conservador britânico que serviu como membro do Parlamento Europeu por West Midlands de 2011 a 2020.

## Carreira
Nascida em Londres, filha de David Scott McIntyre e Joy Irma Stratford McIntyre, ela foi educada na Claremont School, Esher, e no Queen's College, em Londres. Como mulher de negócios em Ross-on-Wye, ela é sócia do Wythall Estate desde 1976; em 1985 tornou-se consultora da MCP Management Consultants, e depois foi sócia da empresa de 1991 a 2011.
McIntyre concorreu ao parlamento sem sucesso como conservadora por Redditch nas eleições gerais de 1997 e por Shrewsbury e Atcham nas eleições gerais de 2001. Ela também não teve sucesso como candidata conservadora nas eleições europeias de 2009 para o círculo eleitoral de West Midlands, mas em dezembro de 2011 foi nomeada para servir como membro desse círculo eleitoral no Parlamento Europeu sem uma nova eleição. A razão disso era que o Tratado de Lisboa havia ampliado o Parlamento Europeu em dezoito assentos, e um desses novos assentos passou para o Reino Unido. A Grã-Bretanha decidiu alocar isso ao eleitorado regional de West Midlands, com base em estatísticas populacionais. Os resultados das eleições europeias de 2009 foram então considerados para decidir quem teria ganho o assento adicional se ele existisse então. O resultado disso foi que ele foi concedido a McIntyre. 

## Vida pessoal
Em 1999, McIntyre casou-se com Frank Myers, MBE. Ela mora em Walford, Ross-on-Wye.